# Ultraleichtfluggelände Schwarzenbach-Bostalsee

i7
i11
i13
Das Ultraleichtfluggelände Schwarzenbach-Bostalsee liegt im Ortsteil Schwarzenbach der Gemeinde Nonnweiler im Landkreis St. Wendel im Saarland. Der Platzhalter und Betreiber ist der Ultraleichtflugverein Saar-Pfalz e. V.

## Lage
Das Ultraleichtfluggelände liegt etwa 4,5 km südöstlich des Zentrums von Nonnweiler und etwa 4 km nordwestlich des Bostalsees.

## Flugbetrieb
Das Ultraleichtfluggelände besitzt eine Betriebsgenehmigung für Ultraleichtflugzeuge. Es ist mit einer 410 m langen und 20 m breiten Start- und Landebahn aus Gras (Richtung 05/23) ausgestattet. Aufgrund der topografischen Situation im Südwesten des Ultraleichtfluggeländes sind Starts aus Sicherheitsgründen vorrangig in Startrichtung 05 durchzuführen. Bei einer Gegenwindkomponente von mehr als 5 kt sind Starts in Startrichtung 23 zulässig. Das Ultraleichtfluggelände dient dem Betrieb mit Ultraleichtflugzeugen des Platzhalters sowie Dritter mit vorheriger Genehmigung des Platzhalters (PPR).

## Geschichte
Der Ultraleichtflugverein Saar-Pfalz e. V. wurde 1983 gegründet. Das Ultraleichtfluggelände Schwarzenbach-Bostalsee wurde am 11. Oktober 1990 unter dem Namen Ultraleichtfluggelände Sötern genehmigt. In der aktuell gültigen Genehmigung vom 21. September 2015 wurde der Name auf Ultraleichtfluggelände Schwarzenbach-Bostalsee geändert.